# Lucien Laroche
Lucien Laroche (nascido em 1855 em Savenay e falecido em 3 de março de 1912  em Vannes), luthier, filho de Alexandre-Paul Laroche e Caroline-Clémence Seguier-Plessis, originário de Paimbœuf, mudou-se para Vannes na década de 1880, onde abriu uma loja de distribuição e reparação de instrumentos musicais: Aux Bardes & Sonneurs de Bretagne. Lucien 
Lucien Laroche foi diretor do Athénée Musical (sociedade lírica), diretor do ensemble filarmônico, presidente do Breton Rescuers, presidente fundador dos Amigos de Vannes, presidente da Société des Régates, administrador e membro fundador da Compagnie Vannetaise de navigation, membro fundador do escritório de turismo, fundador e diretor do Conservatório Vannes, (hoje CRD de Vannes/Pontivy/Sarzeau) instituição que celebrou o seu centenário em 2008.

## Vida privada
Lucien Laroche casou-se com Marie-Louise Robert com quem teve quatro filhos (Alain-Lucien, Aven, Yane-Armelle e Odette). Sua caçula, Odette, se casara com Jules-Stanislas Ostermeyer, tendo uma filha, Micheline Ostermeyer, atleta e pianista.